# Tour der Hoffnung
Die Tour der Hoffnung ist eine jährlich in Deutschland stattfindende Benefiz-Radsportveranstaltung zur Unterstützung krebs- und leukämiekranker Kinder und deren Familien sowie zur Förderung der Wissenschaft und Forschung bei der Bekämpfung entsprechender Erkrankungen.

## Entstehung
Gegründet wurde die Tour der Hoffnung 1983, ursprünglich als „Tour Peiper“ von Fritz Lampert, Professor für Pädiatrie an der Kinderklinik der Justus-Liebig-Universität Gießen. Benannt wurde sie nach der „Kinderkrebsstation Peiper“ an der Universitätsklinik Gießen, die wiederum nach dem bekannten Kinderarzt Albrecht Peiper benannt ist. Die ungenügenden Zustände auf der Kinderkrebsstation veranlassten Lampert und von ihm gewonnene Mitstreiter zu einer Fahrradtour von Gießen nach Hamburg zur Redaktion einer bekannten Zeitschrift, wo man auf die mangelhafte Versorgung der krebskranken Kinder und die unzureichenden Forschungsmittel aufmerksam machte.
Prominente Sportler und Medienvertreter begleiteten die Tour von Anfang an. Auf der Fahrt wurden Spendenstopps gemacht – bei der ersten Fahrt wurden mehr als 300.000 DM eingesammelt, was alle damaligen Erwartungen übertraf. Seit 1994 firmiert die „Tour Peiper“ unter dem Namen Tour der Hoffnung und verfolgt weiterhin das Ziel, durch ehrenamtliches Engagement Spenden für Forschung, Therapie und psychosoziale Betreuung krebs- und leukämiekranker Kinder zu generieren. Sie zählt zu den ältesten und erfolgreichsten Wohltätigkeitsaktionen in der Bundesrepublik Deutschland.
Nach dem Tod des langjährigen Organisationschefs im Jahr 2022 gründete sich am 4. April 2022 der Verein „Tour der Hoffnung e. V.“ als Trägerverein, der die Tour vollständig ehrenamtlich organisiert. Sponsoren tragen sämtliche Kosten der Veranstaltung (etwa Verpflegung, Unterkunft, Verkehr, Werbung), so dass die Spendengelder ohne Abzug von Personal- oder Verwaltungskosten direkt den begünstigten Projekten zufließen.

## Spendenergebnisse
Bislang hat die „Tour der Hoffnung“ mehr als 46 Millionen Euro an Spendengeldern eingeworben (Stand: 2024), wobei die jährliche Spendensumme variiert. Die Spendengelder werden zu 100 Prozent für die Unterstützung krebs- und leukämiekranker Kinder und deren Familien verwendet. Im Wesentlichen sollen die Behandlungsmöglichkeiten für betroffene Kinder verbessert werden durch den Ausbau spezialisierter Behandlungszentren, die Finanzierung innovativer Forschungsprojekte sowie psychosozialer Unterstützungsangebote für Familien.
Da der Verein „Tour der Hoffnung e. V.“ als gemeinnützige Organisation anerkannt ist und Zuwendungsbestätigungen (Spendenquittungen) ausstellen kann, sind die Spenden als Zuwendung steuerlich absetzbar.

## Verwendung der Spendengelder
Um die eingeworbenen Spendengelder bestmöglich denjenigen zuzuteilen, die die konkreten Forschungs- oder psychosozialen Projekte in den Kinderkrebskliniken, Elterngruppen und Rehabilitationseinrichtungen planen und umsetzen, wurde ein vom Vereinsvorstand getrenntes, unabhängiges „Medizinisches Kuratorium“ eingesetzt, das für die einwandfreie, zweckbestimmte Verwendung der Spendengelder verantwortlich ist. Alle Mitglieder des Kuratoriums verfügen über teils jahrzehntelange medizinische Erfahrung, größtenteils in der Kinderkrebsforschung und bei der klinischen Betreuung krebskranker Kinder und Jugendlicher.
Über ein öffentlich zugängliches Bewerbungsverfahren der „Tour der Hoffnung“ können finanzielle Mittel für Projekte beantragt werden, die den Zielen und der Satzung des Vereins entsprechen. Diese werden seitens des Medizinischen Kuratoriums geprüft und bewertet. Auf Grundlage des Ergebnisses dieser Prüfung werden die Spenden zum Abschluss des jeweiligen Tour-Jahres anlässlich einer feierlichen Spendenübergabe den Begünstigten übergeben. Diese sind angehalten, über die Verwendung der Spenden bzw. den Erfolg und Nutzen der Mittelverwendung Buch zu führen und dem Medizinischen Kuratorium hierüber zu berichten.

## Prominente Unterstützer

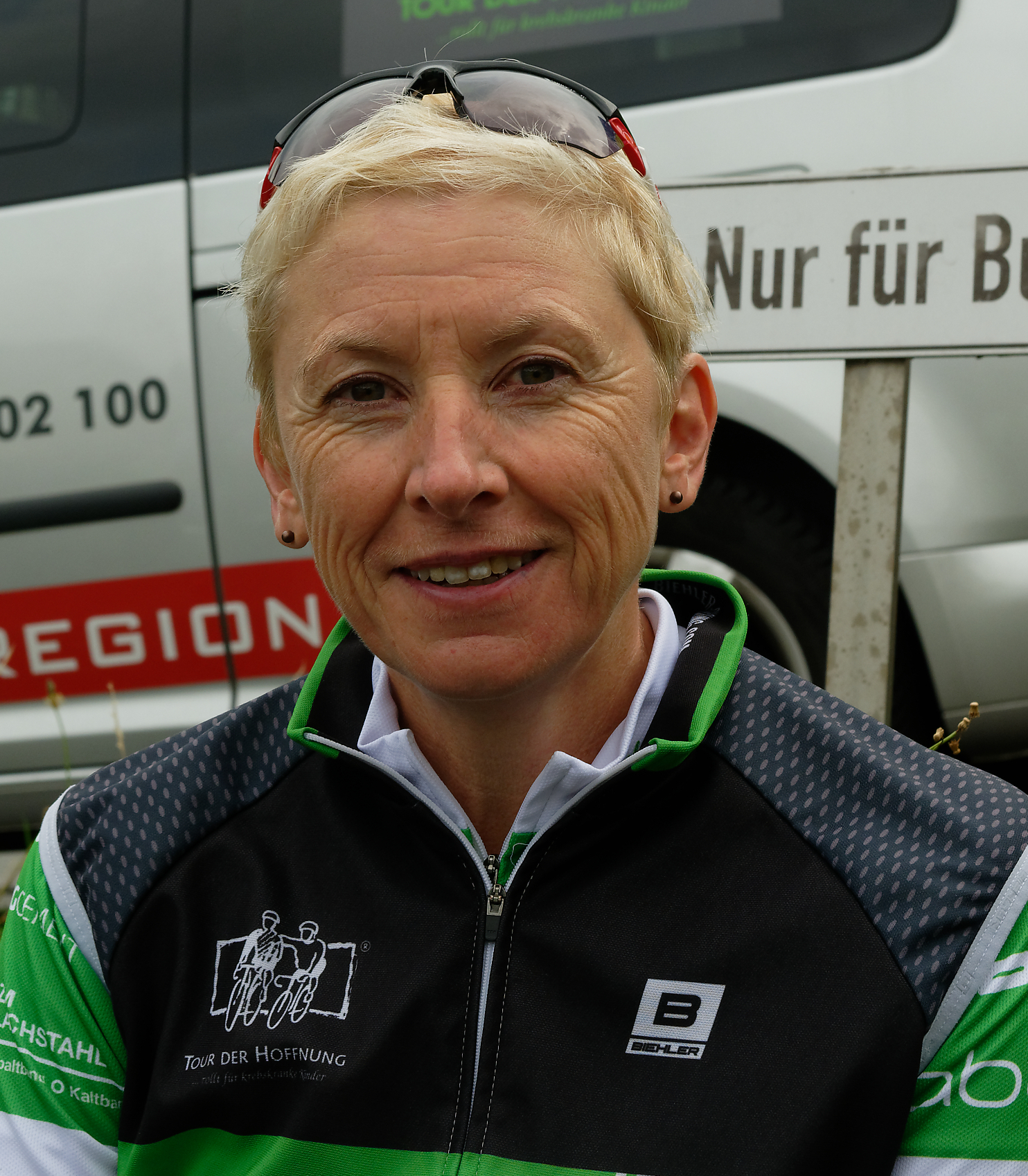
Petra Behle bei der Tour der Hoffnung 2019 in Solingen

Neben den rund 150 teilnehmenden Radlern und ehrenamtlichen Helfern engagieren sich regelmäßig prominente Persönlichkeiten aus Sport, Kultur, Wirtschaft und Politik für die „Tour der Hoffnung“. Unter anderem nahmen an der Tour als Mitfahrer ein Bundespräsident, mehrere Ministerpräsidenten und Minister, Weltmeister und Olympia-Sieger aus diversen Sportarten, Fernsehmoderatoren und -köche, Schlagersänger oder auch Motorsportler teil.
Alle Unterstützer, Helfer, Organisatoren, Vereins- und Kuratoriumsmitglieder bringen sich ehrenamtlich für die „Tour der Hoffnung“ ein.
Schirmherrin ist die Weltklasse-Biathletin Petra Behle, die als Olympia-Siegerin und neunfache Biathlon-Weltmeisterin die „Tour der Hoffnung“ vor allem in der Öffentlichkeit vertritt. Kapitän des Fahrerfeldes ist seit der ersten Stunde der ehemalige Radprofi und mehrfache Querfeldein-Weltmeister, Klaus Peter Thaler.

## Veranstaltungsformat
Die Tour erstreckt sich über mehrere Tage und führt möglichst durch verschiedene Regionen Deutschlands. Die Route wird jährlich neu geplant, um unterschiedliche Städte, Gemeinden, Sponsoren und Spender zu erreichen bzw. einzubinden. Die Tagesetappen haben eine Länge von etwa 80 bis 120 Kilometern, in den vergangenen Jahren konnten jeweils drei Fahrtage realisiert werden.
Die Teilnahme an der Tour kann nur über Einladung erfolgen. Prominente Mitfahrer verschaffen der Tour Aufmerksamkeit und Anerkennung, womit die Spendengewinnung unterstützt werden soll.
Bei den einzelnen Stopps werden die Spenden übergeben, die teils über begleitende Aktionen akquiriert wurden. Regelmäßig begleiten die Tour musikalische Botschafter, die bei den Spendenstopps auftreten. Dem Einfallsreichtum der Gastgeber sind keine Grenzen gesetzt, wenn es darum geht, Mittel für den guten Zweck zu generieren. Beispielhaft sind Auktionen für den guten Zweck, Spendenläufe von Schulen, Firmen oder Kindergärten, Verzicht auf Geschenke zu Jubiläen und vieles andere mehr. Zuletzt hat sich der Social Ride, ein über das Internet organisierter Charity-Event, als sehr erfolgreich erwiesen und zur Bekanntheit der „Tour der Hoffnung“ beigetragen. Auf der Homepage der „Tour der Hoffnung“ wird hierzu mehr berichtet und auch die Möglichkeit dargestellt, daran teilzunehmen.
Die „Tour der Hoffnung“ gilt als eine der bedeutendsten privat organisierten Charity-Radveranstaltungen in Deutschland. Ihr außergewöhnliches Konzept und ihr sozialer Zweck haben viel öffentliche und sportliche Anerkennung erfahren. Die Veranstaltung und ihre Organisatoren wurden mehrfach ausgezeichnet. 2005 verlieh das Internationale Olympische Komitee (IOC) erstmals den Pierre-de-Coubertin-Award in ihrer Geschichte nicht an Sportler, sondern an eine Organisation, die „Tour der Hoffnung“. Sie wurde vom IOC als „einzigartige Solidarität des Sports mit Schwächeren“ und „leuchtendes Beispiel für den olympischen Geist“ gewürdigt.
Durch ihre Außenwirkung und durch mediale Berichterstattung erreicht die „Tour der Hoffnung“ eine breite Öffentlichkeit und trägt dazu bei, das Bewusstsein für die Krankheit zu erhöhen sowie die Spendenbereitschaft zu fördern. Die gesammelten Gelder haben maßgeblich zur Verbesserung der Behandlungsmöglichkeiten beigetragen und richtungsweisende Forschungsprojekte ermöglicht.
Mittlerweile werden Spendengelder nicht nur aus der Durchführung der Radveranstaltung generiert. Menschen, die den Geist und die Aktionen der Tour kennengelernt haben, spenden der „Tour der Hoffnung“ bei verschiedensten Gelegenheiten. 